# Luís Mendes de Vasconcelos
Luís Mendes de Vasconcelos ((Évora, 1550 - Malta, 1630) foi um militar, escritor e político português que viveu na segunda metade do século XVI e primeira metade do século XVII.

## Biografia
D. Frei Luís Mendes de Vasconcelos, filho de João Mendes de Vasconcelos e de  D. Ana de Ataíde.
Professou como Freire Cavaleiro da Ordem Soberana e Militar Hospitalária de São João de Jerusalém, de Rodes e de Malta a 12 de Setembro de 1571. As Provanças da sua antiga Nobreza foram tiradas pelo Prior do Crato, D. António de Portugal.
Fez a Guerra do Levante, com D. João de Áustria, do qual foi Embaixador. Foi Capitão da galé Esperança, nas Armadas do Oriente, durante dois anos, e na Batalha de Chaca, saltando em terra, obrou prodígios de bravura, saindo com 28 feridas, que lhe puseram a vida em perigo.
Em 1589 veio a Portugal como Recebedor das Comendas da Ordem, seguindo para Roma, para os Estados Pontifícios, como Embaixador de Malta. O Pontífice, o Papa Sisto V, ofereceu-lhe a Bailia de Áquila, que recusou.
Feito Conservador da Ordem em 1600, passou a General das Galés em 1613. Acossou os Turcos do Império Otomano em vários recontros, dos quais saiu sempre vitorioso, e destacou-se como Capitão-Mor de diversas Armadas.
Foi, depois, Bailio de São João de Acre, Comendador de Montoito e Elvas, que trocou com a Comenda de Vera Cruz. Por graça especial, teve as Comendas de Vila Cova, Rossas, Frossos e Algoso. O Rei D. Filipe II de Portugal quis nomeá-lo Comendador de Santarém e Pontével, que rejeitou em favor do seu antigo camarada António Pereira de Lima. Foi, igualmente, Cavaleiro e Comendador da Ordem de Cristo.
Foi Governador de Angola entre 1617 e 1621. Em 1618, sufocou a revolta do régulo de Matamba, irmão da Rainha N'Ginga.
Finalmente, a 17 de Setembro de 1622, foi eleito 55.º Grão-Mestre da Ordem Soberana e Militar Hospitalária de São João de Jerusalém, de Rodes e de Malta, sendo o 3.º Português a ocupar este cargo.
Escreveu Do sítio de Lisboa: diálogos em 1608 e Arte militar, em 1612.
Foi pai de Joane Mendes de Vasconcelos, igualmente ilustre General do tempo da Guerra da Restauração. 